# Ngỗng tuyết

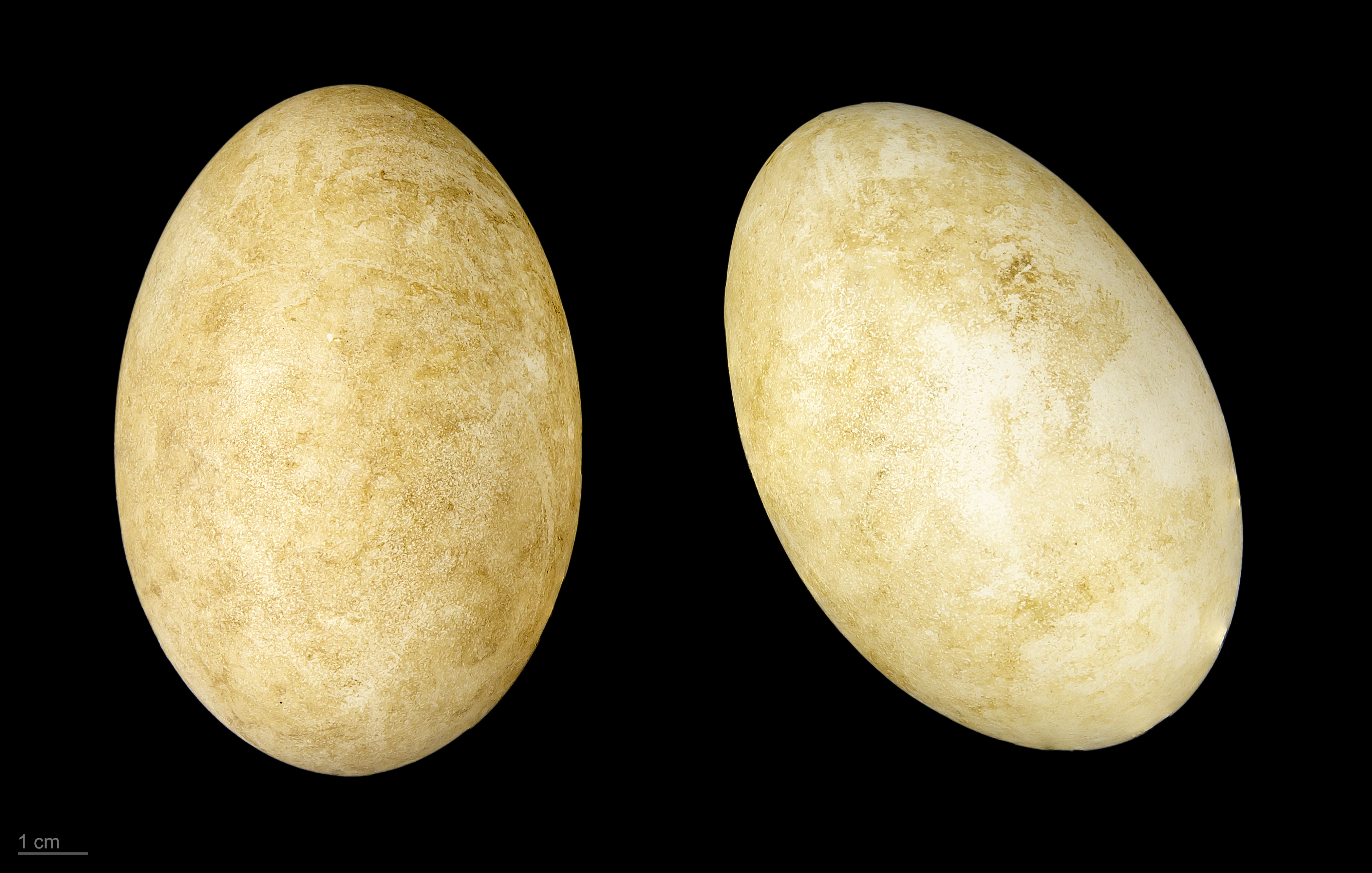
Anser caerulescens

Ngỗng tuyết (tên khoa học: Anser caerulescens) là một loài chim trong họ Vịt.
Loài ngỗng này sinh sống và sinh sản ở phía bắc của vùng rừng ở Greenland, Canada, Alaska và mũi phía đông bắc của Siberia, và dành mùa đông ở những vùng ấm của Bắc Mỹ từ tây nam British Columbia qua các vùng của Hoa Kỳ đến Mexico. Chúng bay xa về phía nam như Texas và Mexico trong mùa đông, và trở về làm tổ trên lãnh nguyên Bắc Cực vào mỗi mùa xuân.
Nó là loài lang thang hiếm gặp đối với châu Âu, trừ khi thường xuyên thoát khỏi các bộ sưu tập và nhân giống hoang dã không thường xuyên. Ngỗng tuyết là du khách đến Quần đảo Anh, nơi chúng được nhìn thấy thường xuyên lẫn trong các đàn ngỗng đen má trắng, ngỗng đen và ngỗng trán trắng. Ngoài ra còn có một quần thể hoang dã ở Scotland mà từ đó nhiều loài chim lang thang ở Anh dường như có nguồn gốc. Ở Trung Mỹ, những đàn lang thang thường được bắt gặp phải trong mùa đông.

## Phân loài
Có 2 phân loài đã được ghi nhận:
- A. c. caerulescens (Linnaeus, 1758) – Ngỗng tuyết nhỏ
- A. c. atlanticus (Kennard, 1927) – Ngỗng tuyết lớn